# G-Unit Records
G-Unit Records is een Amerikaanse platenmaatschappij, opgericht door Curtis "50 Cent" Jackson en zijn manager, Michael "Sha Money XL" Clervoix III. De platenmaatschappij is sinds 2014 onafhankelijk maar heeft een distributiecontract bij Capitol Music Group. Voorheen was het label een dochteronderneming van Interscope.

## Geschiedenis
Na 50 Cents debuutalbum Get Rich or Die Tryin' kreeg 50 Cent zijn eigen label toegewezen. Door het succes van G-Unit kreeg de platenmaatschappij in 2003 veel bekendheid. Dr. Dre was onder de indruk en bood 50 Cent aan samen te werken met The Game, een rapper die destijds bij platenmaatschappij Aftermath Entertainment zat. Na onenigheid tussen de artiesten in 2005 verliet The Game de platenmaatschappij echter. Kort daarop kreeg rapper Spider Loc een contract bij G-Unit Records. Door de problemen met The Game wilde 50 Cent eigenlijk geen artiesten meer contracteren voor G-Unit Records.
Later dat jaar zocht hij echter contact met Mobb Deep en M.O.P., twee rapformaties. Beide groepen kregen ook een contract bij G-Unit Records. Sindsdien heeft 50 Cent ook allerlei nieuw talent binnengehaald en liet hij weten dat hij graag met nieuwe artiesten werkt buiten G-Unit. Zo werkte hij mee aan de albums van Freeway en Lil' Scrappy.
In 2014, toen 50 Cent Interscope (en tevens Shady Records) verliet, werd G-Unit Records onafhankelijk en tekende het een contract bij Capitol Music Group. Dat contract hield in dat alleen Capitol de toekomstige albums wereldwijd mocht distribueren.

## Artiesten

### Huidige
- 50 Cent (oprichter)
- Young Buck (sinds 2003)
- Tony Yayo (sinds 2003)
- G-Unit (sinds 2003)
- Rotimi (sinds 2015)
- Uncle Murda (sinds 2016)

### Voormalige
- Lloyd Banks (2003-2018)
- The Game (2004-2005)
- Olivia (2004-2007)
- Mobb Deep (2005-2008)
- M.O.P. (2005-2008)
- Spider Loc (2005-2011)
- Lil Scrappy (2006-2009)
- Hot Rod (2006-2010)
- 40 Glocc (2006-2012)
- Mazaradi Fox (2007-2012)
- Governor (2009-2014)
- Shawty Lo (2011-2014)
- O.T. Genasis (2011-2014)
- Kidd Kidd (2011-2018)

## Gerelateerde platenmaatschappijen
Zie ook Universal Music Group.
- Aftermath Entertainment
- Ca$hville Records
- Interscope Records
- Shady Records